# Tatsuya Nakadai
Tatsuya Nakadai (仲 代 達 矢, Nakadai Tatsuya, nom real Motohisa Nakadai; Tòquio, 13 de desembre de 1932) és un actor de cinema japonès famós per la gran varietat de personatges que ha retratat i per les moltes col·laboracions amb cèlebres directors de cinema japonesos.
Ha participat en 11 pel·lícules dirigides per Masaki Kobayashi, incloent-hi la trilogia The Human Condition, en la qual va interpretar el paper del protagonista Kaji, Harakiri, Samurai Rebellion i Kwaidan.
Nakadai va treballar amb diversos cineastes molt coneguts del Japó: va protagonitzar o coprotagonitzar cinc pel·lícules dirigides per Akira Kurosawa, a més d'aparèixer en altres pel·lícules importants, dirigides per Hiroshi Teshigahara (The Face of Another), Mikio Naruse (When a Woman Ascends the Stairs), Kihachi Okamoto (Kill! i The Sword of Doom), Hideo Gosha (Goyokin), Shirō Toyoda (Portrait of Hell) i Kon Ichikawa (Enjō i Odd Obsession).

## Biografia
Nakadai va créixer en una família molt pobra i no va poder pagar una formació universitària, cosa que va fer que decidís convertir-se en actor. Admirava molt les pel·lícules americanes i era un gran aficionat d'actors com John Wayne i Marlon Brando. També es va aficionar als musicals de Broadway, i viatjava un cop a l'any a Nova York per veure'ls. Nakadai treballava com a oficinista a Tòquio abans que una trobada casual amb el director Masaki Kobayashi el portés a aparèixer a la pel·lícula The Thick-Walled Room. L'any següent, va realitzar un cameo breu i no acreditat a Shichinin no Samurai on és vist durant uns segons interpretant un samurai que camina per la ciutat. El paper de Nakadai a Seven Samurai és tècnicament el seu debut, ja que l'estrena de The Thick-Walled Room es va retardar tres anys a causa d'un assumpte controvertit. El seu salt a la fama com a actor va tenir lloc quan li van atorgar el paper de Jo, un jove yakuza a Black River, una altra pel·lícula dirigida per Kobayashi. Nakadai va continuar treballant amb Kobayashi a la dècada dels seixanta i va guanyar el seu primer premi Blue Ribbon Award pel seu paper a Harakiri (la preferida entre totes les seves pel·lícules) com l'envellit rōnin Hanshiro Tsugumo.
Nakadai va aparèixer en dues pel·lícules més de Kurosawa a la dècada dels vuitanta. A Kagemusha Nakadai interpreta tant al famós dàimio Takeda Shingen i al lladre que es farà passar per ell, substituint-lo. Aquest paper doble el va portar a guanyar el seu segon premi Blue Ribbon Award al millor actor. A Ran Nakadai interpreta un altre daimyo, Hidetora Ichimonji (basat lleugerament en el Rei Lear de l'obra de Shakespeare, King Lear i inspirat pel daimyo històric Mōri Motonari).
Va ensenyar i formar joves actors prometedors com Kōji Yakusho, Mayumi Wakamura, Tōru Masuoka, Azusa Watanabe, Kenichi Takitō entre d'altres.
L'any 2015, va rebre la insígnia Order of Culture.

## Filmografia

### Pel·lícules
| Any  | Títol                                                    | Paper                      | Director            | Observacions |
| ---- | -------------------------------------------------------- | -------------------------- | ------------------- | ------------ |
| 1954 | Seven Samurai                                            | Samurai passejant          | Akira Kurosawa      | No acreditat |
| 1956 | Hi no tori                                               | Keiichi Naganuma           | Umetsugu Inoue      |              |
| 1956 | Hadashi no Seishun                                       | Yūji Wada                  | Senkichi Taniguchi  |              |
| 1956 | Sazae-san                                                | Norisuke Namino            | Nobuo Aoyagi        |              |
| 1956 | Oshidori no Ma                                           | Andō                       | Keigo Kimura        |              |
| 1957 | Black River                                              | Joe                        | Masaki Kobayashi    |              |
| 1957 | Oban                                                     | Shin-don                   | Yasuki Chiba        |              |
| 1957 | Untamed                                                  | Kimura                     | Mikio Naruse        |              |
| 1957 | Hikage no Musume                                         | Motohashi                  | Shūe Matsubayashi   |              |
| 1957 | Zoku Oban: Fuun hen                                      | Shin-don                   | Yasuki Chiba        |              |
| 1957 | A Dangerous Hero (Kiken na eiyu)                         | Imamura                    | Hideo Suzuki        |              |
| 1957 | Zokuzoku Oban: Dotou hen                                 | Shin-don                   | Yasuki Chiba        |              |
| 1957 | Sazae's Youth (Sazae-san no seishun)                     | Norisuke Namino            | Nobuo Aoyagi        |              |
| 1958 | A Boy and Three Mothers                                  | Kensaku                    | Seiji Hisamatsu     |              |
| 1958 | All About Marriage (Kekkon no subete)                    | Akira Nakayama             | Kihachi Okamoto     |              |
| 1958 | Go and Get It (Buttsuke honban)                          | Hara                       | Kozo Saeki          |              |
| 1958 | Enjō                                                     | Togari                     | Kon Ichikawa        |              |
| 1958 | Naked Sun                                                | Jirō Maeda                 | Miyoji Ieki         |              |
| 1959 | The Human Condition: No Greater Love                     | Kaji                       | Masaki Kobayashi    | Protagonista |
| 1959 | Odd Obsession                                            | Kimura                     | Kon Ichikawa        |              |
| 1959 | The Human Condition: Road to Eternity                    | Kaji                       | Masaki Kobayashi    | Protagonista |
| 1959 | Yaju shisubeshi                                          | Kunihiko Date              | Eizo Sugawa         | Protagonista |
| 1959 | Three Dolls in Ginza (Ginza no onéchan)                  | Kyōsuke Tamura             | Toshio Sugie        |              |
| 1959 | An'ya Kōro                                               | Kaname                     | Shirō Toyoda        |              |
| 1960 | When a Woman Ascends the Stairs                          | Kenichi Komatsu            | Mikio Naruse        |              |
| 1960 | Daughters, Wives, and a Mother (Musume tsuma haha)       | Shingo Kuroki              | Mikio Naruse        |              |
| 1960 | The Blue Beast (Aoi yaju)                                | Yasuhiko Kuroki            | Hiromichi Horikawa  |              |
| 1960 | Get 'em All ("Minagoroshi no uta" yori kenju-yo saraba!) | Tsubota                    | Eizō Sugawa         |              |
| 1961 | The Other Woman (Tsuma to shite onna to shite)           | Minami                     | Mikio Naruse        |              |
| 1961 | Yojimbo                                                  | Unosuke                    | Akira Kurosawa      |              |
| 1961 | The Human Condition: A Soldier's Prayer                  | Kaji                       | Masaki Kobayashi    | Protagonista |
| 1961 | Kumo ga chigieru toki                                    | James Kimura               | Heinosuke Gosho     |              |
| 1961 | Immortal Love                                            | Heibei                     | Keisuke Kinoshita   |              |
| 1962 | Sanjuro                                                  | Muroto Hanbei              | Akira Kurosawa      |              |
| 1962 | Love Under the Crucifix (Oginsama)                       | Takayama Ukon              | Kinuyo Tanaka       | Protagonista |
| 1962 | The Inheritance (Karami-ai)                              | Kikuo Furukawa             | Masaki Kobayashi    |              |
| 1962 | Harakiri                                                 | Tsugumo Hanshirō           | Masaki Kobayashi    | Protagonista |
| 1962 | Madame Aki                                               | Uojirō Tatsumi             | Shirō Toyoda        |              |
| 1963 | High and Low                                             | Detectiu en cap Tokura     | Akira Kurosawa      |              |
| 1963 | Pressure of Guilt (Shiro to kuro)                        | Ichirō Hamano              | Hiromichi Horikawa  | Protagonista |
| 1963 | The Legacy of the 500,000 (Gojuman-nin no isan)          | Mitsuru Gunji              | Toshiro Mifune      |              |
| 1963 | Miren                                                    | Ryōta Kinoshita            | Yasuki Chiba        |              |
| 1963 | A Woman's Life (Onna no rekishi)                         | Takashi Akimoto            | Mikio Naruse        |              |
| 1964 | Arijigoku sakusen                                        | Ishiki                     | Takashi Tsuboshima  | Protagonista |
| 1964 | Kwaidan                                                  | Minokichi                  | Masaki Kobayashi    | Protagonista |
| 1965 | Saigo no shinpan                                         | Jirō                       | Hiromichi Horikawa  | Protagonista |
| 1965 | Fort Graveyard (Chi to suna)                             | Sakuma                     | Kihachi Okamoto     |              |
| 1965 | Illusion of Blood                                        | Iemon                      | Shirō Toyoda        | Protagonista |
| 1966 | Cash Calls Hell (Gohiki no shinshi)                      | Oida                       | Hideo Gosha         | Protagonista |
| 1966 | The Sword of Doom                                        | Ryunosuke Tsukue           | Kihachi Okamoto     | Protagonista |
| 1966 | The Face of Another                                      | Mr. Okuyama                | Hiroshi Teshigahara | Protagonista |
| 1966 | The Daphne (Jinchoge)                                    | Professor Kanahira         | Yasuki Chiba        |              |
| 1967 | The Age of Assassins (Satsujin kyo jidai)                | Shinji Kikyo               | Kihachi Okamoto     | Protagonista |
| 1967 | Kojiro                                                   | Miyamoto Musashi           | Hiroshi Inagaki     |              |
| 1967 | Samurai Rebellion                                        | Asano Tatewaki             | Masaki Kobayashi    |              |
| 1967 | Japan's Longest Day                                      | Narrador                   | Kihachi Okamoto     |              |
| 1968 | Today We Kill, Tomorrow We Die!                          | James Elfego               | Tonino Cervi        |              |
| 1968 | Kill!                                                    | Genta                      | Kihachi Okamoto     | Protagonista |
| 1968 | Admiral Yamamoto                                         | Narrador                   | Seiji Maruyama      |              |
| 1968 | The Human Bullet                                         | Narrador                   | Kihachi Okamoto     |              |
| 1969 | Goyokin                                                  | Magobei                    | Hideo Gosha         | Protagonista |
| 1969 | Eiko's 5000 Kilograms (Eiko e no 5,000 kiro)             | Takeuchi                   | Koreyoshi Kurahara  |              |
| 1969 | The Battle of the Japan Sea (Nihonkai daikaisen)         | Akashi Motojiro            | Seiji Maruyama      |              |
| 1969 | Hitokiri                                                 | Takechi Hanpeita           | Hideo Gosha         |              |
| 1969 | Blood End (Tengu-to)                                     | Sentarō                    | Satsuo Yamamoto     | Protagonista |
| 1969 | Portrait of Hell                                         | Yoshihide                  | Shirō Toyoda        | Protagonista |
| 1970 | Duel at Ezo (Ezo yakata no ketto)                        | Daizennokami Honjo         | Kengo Furusawa      |              |
| 1970 | Bakumatsu                                                | Nakaoka Shintarō           | Daisuke Itō         |              |
| 1970 | The Scandalous Adventures of Buraikan                    | Kataoka Naojirō            | Masahiro Shinoda    |              |
| 1970 | Zatoichi Goes to the Fire Festival                       | Ronin                      | Kenji Misumi        |              |
| 1970 | Will to Conquer (Tenka no abarembo)                      | Yoshida Tōyō               | Seiji Maruyama      |              |
| 1971 | Inn of Evil (Inochi boni furo)                           | Sadashichi                 | Masaki Kobayashi    | Protagonista |
| 1971 | Battle of Okinawa                                        | Coronel Hiromichi Yahara   | Kihachi Okamoto     | Protagonista |
| 1971 | The Wolves (Shussho Iwai)                                | Seji Iwahashi              | Hideo Gosha         | Protagonista |
| 1973 | Osho                                                     | Sekine                     | Hiromichi Horikawa  |              |
| 1973 | The Human Revolution                                     | Nichiren                   | Toshio Masuda       |              |
| 1973 | Rise, Fair Sun                                           | Sakuzo                     | Kei Kumai           | Protagonista |
| 1974 | Karei-naru Ichizoku                                      | Teppei Manpyō              | Satsuo Yamamoto     | Protagonista |
| 1975 | The Gate of Youth (Seishun no mon)                       | Jūzō Ibuki                 | Kirio Urayama       |              |
| 1975 | Tokkan                                                   | Hijikata Toshizō           | Kihachi Okamoto     |              |
| 1975 | I Am a Cat (Wagahai wa neko de aru)                      | Kushami Chin'no            | Kon Ichikawa        | Protagonista |
| 1975 | Kinkanshoku                                              | Yasuo Hoshino              | Satsuo Yamamoto     | Protagonista |
| 1976 | Banka                                                    | Setsuo Katsuragi           | Yoshisuke Kawasaki  |              |
| 1976 | Zoku ningen kakumei                                      | Nichiren                   | Toshio Masuda       |              |
| 1976 | Fumō Chitai                                              | Tadashi Iki                | Satsuo Yamamoto     | Protagonista |
| 1977 | Sugata Sanshiro                                          | Shōgorō Yano               | Kihachi Okamoto     |              |
| 1978 | Blue Christmas                                           | Minami                     | Kihachi Okamoto     |              |
| 1978 | Rhyme of Vengeance (Jo-oh-bachi)                         | Ginzo Daidoji              | Kon Ichikawa        |              |
| 1978 | Bandits vs. Samurai Squadron                             | Kumokiri Nizaemon          | Hideo Gosha         | Protagonista |
| 1978 | Hi no Tori (Hi no tori)                                  | Ninigi                     | Kon Ichikawa        |              |
| 1979 | Hunter in the Dark (Yami no karyudo)                     | Gomyo Kiyoemon             | Hideo Gosha         | Protagonista |
| 1980 | Kagemusha                                                | Takeda Shingen / Kagemusha | Akira Kurosawa      | Protagonista |
| 1980 | The Battle of Port Arthur (also known as 203 kochi)      | General Nogi Maresuke      | Toshio Masuda       | Protagonista |
| 1981 | Willful Murder                                           | Yashiro                    | Kei Kumai           | Protagonista |
| 1982 | Onimasa                                                  | Masagoro Kiryuin           | Hideo Gosha         | Protagonista |
| 1984 | Fireflies in the North                                   | Takeshi Tsukigata          | Hideo Gosha         | Protagonista |
| 1985 | Ran                                                      | Senyor Hidetora Ichimonji  | Akira Kurosawa      | Protagonista |
| 1985 | The Empty Table (Shokutaku no nai ie)                    | Nobuyuki Kidoji            | Masaki Kobayashi    | Protagonista |
| 1986 | Atami satsujin jiken                                     | Denbei Nikaido             | Kazuo Takahashi     | Protagonista |
| 1987 | Hachiko Monogatari                                       | Hidejiro Ueno              | Seijirō Kōyama      | Protagonista |
| 1988 | Return from the River Kwai                               | Alcalde Harada             | Andrew V. McLaglen  |              |
| 1988 | Oracion (Yushun)                                         | Heihachiro Wagu            | Shigemichi Sugita   |              |
| 1989 | Four Days of Snow and Blood (Ni-ni-roku)                 | Hajime Sugiyama            | Hideo Gosha         |              |
| 1991 | Heat Wave (Kagero)                                       | Tsunejiro Murai            | Hideo Gosha         |              |
| 1992 | The Wicked City                                          | Daishu (Yuen Tai Chung)    | Mak Tai-Kit         |              |
| 1992 | Basara – The Princess Goh (Goh-hime)                     | Furuta Oribe               | Hiroshi Teshigahara |              |
| 1992 | Tōki Rakujitsu                                           | Sakae Kobayashi            | Seijirō Kōyama      |              |
| 1993 | Lone Wolf and Cub: Final Conflict                        | Yagyu Retsudo              | Akira Inoue         |              |
| 1993 | Summer of the Moonlight Sonata (Gekko no natsu)          | Kazama (postguerra)        | Seijirō Kōyama      |              |
| 1995 | East Meets West                                          | Katsu Rintarō              | Kihachi Okamoto     |              |
| 1996 | Miyazawa Kenji sono ai                                   | Seijirō Miyazawa           | Seijirō Kōyama      |              |
| 1999 | After the Rain                                           | Tsuji Gettan               | Takashi Koizumi     |              |
| 1999 | Spellbound                                               | Hideaki Sasaki             | Masato Harada       |              |
| 2001 | Vengeance for Sale (Sukedachi-ya Sukeroku)               | Umetaro Katakura           | Kihachi Okamoto     |              |
| 2002 | To Dance With the White Dog (Shiroi inu to Waltz wo)     | Eisuke Nakamoto            | Takashi Tsukinoki   | Protagonista |
| 2002 | Dawn of a New Day: The Man Behind VHS                    | Konosuke Matsushita        | Kiyoshi Sasabe      |              |
| 2003 | Like Asura                                               | Kotaro Takezawa            | Yoshimitsu Morita   |              |
| 2005 | Yamato                                                   | Katsumi Kamio (75 anys)    | Junya Sato          |              |
| 2006 | The Inugamis                                             | Sahei Inugami              | Kon Ichikawa        |              |
| 2009 | Listen to My Heart                                       | Kyozo Hayami               | Shinichi Mishiro    |              |
| 2010 | Haru's Journey                                           | Tadao Nakai                | Masahiro Kobayashi  | Protagonista |
| 2010 | Zatoichi: The Last                                       | Tendo                      | Junji Sakamoto      |              |
| 2012 | Until The Break Of Dawn                                  | Sadayuki Akiyama           | Yūichirō Hirakawa   |              |
| 2013 | Human Trust                                              | Nobuhiko Sasakura          | Junji Sakamoto      |              |
| 2015 | Yuzuriha no koro                                         | Kenichiro Miya             | Mineko Okamoto      |              |
| 2017 | Lear of the Beach/ Umibe No Ria                          | Chōkitsu Kuwabatake        | Masahiro Kobayashi  | Protagonista |
| 2018 | Henkan Kōshōnin                                          | Narrador                   | Tsuyoshi Yanagawa   |              |
| 2020 | Touge: The Last Samurai                                  | Makino Tadayuki            | Takashi Koizumi     |              |

### Pel·lícules d'animació
| Any  | Títol                       | Paper                 | Director                                                                   | Observacions |
| ---- | --------------------------- | --------------------- | -------------------------------------------------------------------------- | ------------ |
| 1973 | Kanashimi no Belladonna     | El Dimoni             | Eiichi Yamamoto                                                            |              |
| 1983 | Final Yamato                | Narrador              | Tomoharu Katsumata / Yoshinobu Nishizaki / Takeshi Shirado / Toshio Masuda |              |
| 2013 | The Tale of Princess Kaguya | Sumiyaki no Roujini   | Isao Takahata                                                              |              |
| 2014 | Giovanni's Island           | Junpei Senō (Present) | Mizuho Nishikubo                                                           |              |

### Teatre
| Any  | Títol                      | Paper                 | Director                    | Observacions |
| ---- | -------------------------- | --------------------- | --------------------------- | ------------ |
| 1964 | Hamlet                     | Hamlet                | Koreya Senda                |              |
| 1968 | Yotsuya Kaidan             | Tamiya Iemon          | Eitaro Ozawa                |              |
| 1971 | Othello                    | Othello               | Koreya Senda                |              |
| 1974 | Richard III                | Richard               | Toshikiyo Masumi            |              |
| 1975 | The Lower Depths           | Satine                | Toshikiyo Masumi            |              |
| 1978 | Oedipus Rex                | Oedipus               | Tomoe Ryu (Yasuko Miyazaki) |              |
| 1982 | Macbeth                    | Macbeth               | Tomoe Ryu (Yasuko Miyazaki) |              |
| 1990 | Cyrano de Bergerac         | Cyrano de Bergerac    | Tomoe Ryu (Yasuko Miyazaki) |              |
| 2000 | Death of a Salesman        | William "Willy" Loman | Kiyoto Hayashi              |              |
| 2001 | The Merry Wives of Windsor | John Falstaff         | Kiyoto Hayashi              |              |
| 2005 | Driving Miss Daisy         | Hoke                  | Ikumi Tanno                 |              |
| 2008 | Don Quixote                | Miguel de Cervantes   | Ikumi Tanno                 |              |
| 2010 | John Gabriel Borkman       | John Gabriel Borkman  | Tamiya Kuriyama             |              |
| 2013 | Bluebeard's Castle         | The Bard              | Michiyoshi Inoue            |              |
| 2014 | Barrymore                  | John Barrymore        | Ikumi Tanno                 |              |
| 2014 | Romeo and Juliet           | Pare Lawrence         | Ikumi Tanno                 |              |

### Televisió
| Any  | Títol                 | Paper             | Canal                    | Observacions                          |
| ---- | --------------------- | ----------------- | ------------------------ | ------------------------------------- |
| 1971 | Shin Heike Monogatari | Taira no Kiyomori | NHK                      | Protagonista, Taiga drama             |
| 1995 | Daichi no Ko          | Kōji Matsumoto    | NHK                      | Protagonista                          |
| 1996 | Hideyoshi             | Sen no Rikyū      | NHK                      | Taiga drama                           |
| 2004 | Socrates in Love      | Kentarō Matsumoto | TBS                      | Aparició especial                     |
| 2007 | Fūrin Kazan           | Takeda Nobutora   | NHK                      | Taiga drama                           |
| 2014 | Zainin no Uso         | Kenzō Haneda      | Wowow                    |                                       |
| 2015 | Haretsu               | Kuraki            | NHK                      |                                       |
| 2015 | Hatashiai             | Sanosuke          | Jidaigeki Senmon Channel | Protagonista, pel·lícula de televisió |
| 2016 | Kyoaku wa Nemurasenai | Yōhei Tachibana   | TV Tokyo                 |                                       |
| 2016 | Cold Case             |                   | Wowow                    |                                       |
| 2017 | Henkan Kōshōnin       | Narrador          | NHK                      | Pel·lícula de televisió               |
| 2020 | The Return            | Unokichi          | Jidaigeki Senmon Channel | Protagonista, pel·lícula de televisió |

## Distincions
- Chevalier De L'Ordre des Arts et des Lettres (1992)
- Medal with Purple Ribbon (1996)
- Order of the Rising Sun, 4th Class, Gold Rays with Rosette (2003)
- Person of Cultural Merit (2007)
- Asahi Prize (2013)
- Kawakita Award (2013)
- Toshiro Mifune Award (2015)
- Order of Culture (2015)